# Полуденний пором
«Полуденний пором» — радянський художній фільм 1967 року знятий на студії «Талліннфільм» режисером Кальо Кійськом. Лауреат Всесоюзного кінофестивалю.

## Сюжет
Влітку, на Іванів день, безтурботна закохана парочка таємно залазить в зупинену на шосе вантажівку, що везе бавовну, нітрохи не замислюючись про те, куди вона їх повезе. Вантажівка в'їжджає на пором. На борт порома в'їжджають різні машини з різними людьми — у всіх свої плани, прагнення, турботи, погляди на життя: доцент з дружиною на «Волзі», студенти на «Москвичі», військові льотчики на «ГАЗ-69», фронтовик-інвалід з донькою сестри на СМЗ, чотири спортсменки-велосипедистки, автобус з туристами… і два бензовози, які по знайомству дозволив завантажити штурман порома. У морі, по злочинній недбалості хлопця і дівчини, загоряється вантажівка з бавовною, що стоїть в середині порома між бензовозів — кожну хвилину може статися вибух. Капітан віддає наказ негайно висадити дітей і жінок в шлюпку, і вирішує зіштовхнути у воду вантажівку, що загорілася, і бензовоз, але для цього потрібно щоб хтось сів за кермо палаючої вантажівки, і потрібно викинути у море «газик» й приватні машини, що стоять перед вантажівкою. По різному проявляють себе у цій критичній ситуації люди, які опинилися на поромі.

## У ролях
- Енн Краам — хлопець (дублював Володимир Гуляєв)
- Керсті Герн — дівчина (дублювала Ольга Веліканова)
- Ейно Тамберг — доцент (дублював В'ячеслав Тихонов)
- Ада Лундвер — перукарка, його дружина (дублювала Валентина Караваєва)
- Уно Лойт — інвалід (дублював Микола Граббе)
- Леа Унт — дівчинка Тійу (дублювала Тетяна Айнюкова)
- Арне Лаос — капітан (дублював В'ячеслав Соколов)
- Калью Караск — штурман (дублював Михайло Пуговкін)
- Хейно Арус — боцман (дублював Владислав Ковальков)
- Роберт Гутман — водій «Москвича» (дублював Леонід Харитонов)
- Мілві Крузе-Бродська — девчина в «Москвичі»
- Калью Коміссаров — хлопець в «Москвичі»
- Рудольф Аллаберт — хлопець в «Москвичі», комсомолець (дублював Рудольф Панков)
- Маре Хелласте-Гаршнек — дівчина на велосипеді
- Лев Жуков — молодший лейтенант
- Микола Крюков — льотчик
- Руут Тармо — епізод
- Хельмут Вааг — епізод
- Еха Сікк-Кард — епізод
- Тину Карк — епізод
- Пауль Руубель — епізод

## Знімальна група
- Режисер — Кальо Кійськ
- Сценарист — Юган Смуул
- Оператор — Юрі Гаршнек
- Композитор — Лембіт Веево
- Художник — Лінда Вернік